# 건염
건염(腱炎, tendinitis, tendonitis)은 힘줄의 염증을 가리킨다. 더 일반적인 건증과는 증상이 비슷하지만 다른 치료 방법을 요구한다.

## 치료
비스테로이드 항염증제(NSAID) 복용과 휴식, 그리고 점진적인 운동으로의 회귀가 일반적인 치료법이다.

## 같이 보기
- 근막 동통 증후군